# Gyeongju
Gyeongju ist eine Stadt im Südosten Südkoreas und als frühere Hauptstadt mit vielen historischen Stätten Touristenziel. Sie liegt im Südosten der Provinz Gyeongsangbuk-do, nah der Küste des Japanischen Meeres (Koreanisches Ostmeer). Städte in der Nähe umfassen auch die Industriezentren Pohang und Ulsan. Zahlreiche Hügel, Ausläufer des Taebaek-Gebirges, liegen im Stadtgebiet.

## Geschichte
Gyeongju war unter dem Namen Seorabol – auch Geumseong (Goldfestung) genannt – die Hauptstadt des alten Königreichs Silla und auch des Vereinigten Sillareichs, das fast ganz Korea umfasste, eine Tatsache, die für die heutige Bekanntheit verantwortlich ist. Das Königreich entstand zum Beginn des 1. Jahrhunderts und beherrschte den größten Teil der Koreanischen Halbinsel vom 7. Jahrhundert bis 9. Jahrhundert. Auch heute noch ist eine große Anzahl historischer Stätten aus dieser Zeit zu besichtigen. Nach dem Fall des Königreichs büßte Gyeongju seine Bedeutung ein. Die Hauptstädte Koreas befinden sich seither im zentralen Korea.

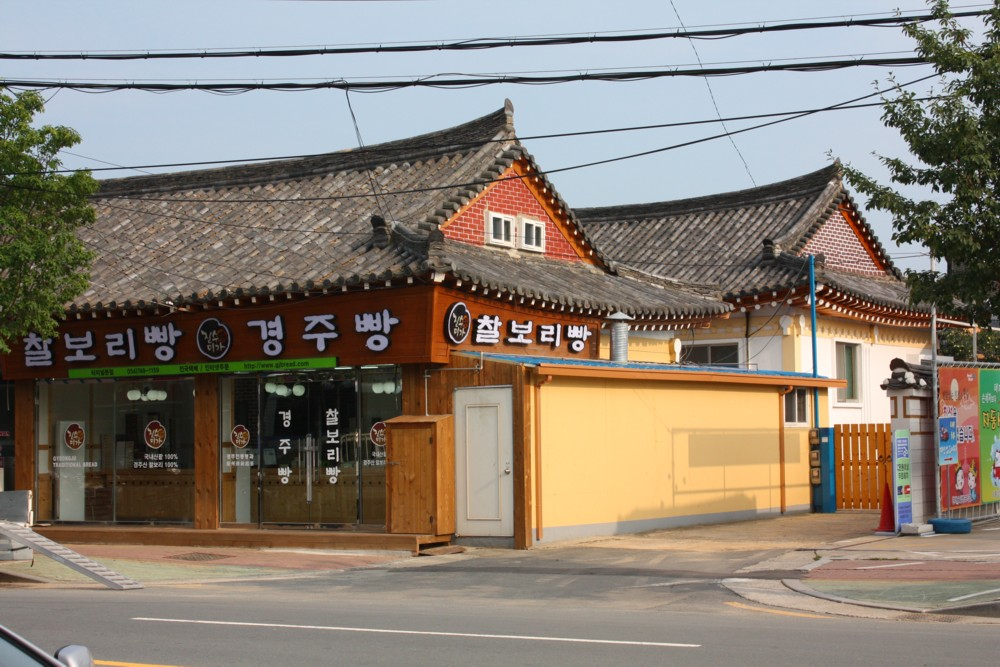
Stadtzentrum von Gyeongju

In den 1920er Jahren wurden die ersten Königsgräber aus dem 7. bis 9. Jahrhundert geöffnet und ungewöhnliche Goldfunde gemacht. In und um Gyeongju gibt es zahlreiche bis zu 25 m hohe Rasenkuppen, die lange für natürliche Erhebungen gehalten wurden, tatsächlich aber Hügelgräber der Könige und Aristokraten Sillas sind.
Heute ist Gyeongju eine typische mittelgroße Stadt, die den ökonomischen, demographischen und sozialen Trends des modernen Südkorea folgt. Trotzdem hat sich die Stadt ihre Identität bewahrt, was auch daran liegt, dass in Gyeongju keine Wolkenkratzer gebaut werden dürfen. Diese finden sich etwas abseits im Bomunho Ressort, wo mehrere große Hotelbauten und ein Freizeitpark entstanden. Touristisch eines der bekanntesten Ziele Südkoreas, profitiert die Stadt ökonomisch von der Nähe zu den großen industriellen Zentren wie Ulsan. Gyeongju ist sowohl an das nationale Eisenbahn- als auch Autobahnnetz angeschlossen.
Der Grottentempel Seokguram und der Tempel Bulguksa waren 1995 die erste UNESCO-Welterbestätte in Korea. 2000 wurden weitere historische Stätten von Gyeongju in die Welterbeliste eingetragen, darunter Daereungwon, Cheomseongdae, Banwolseong und Hwangnyongsa.

## Einheimische Sportvereine
Mit Gyeongju KHNP FC, Gyeongju Citizen FC beherbergt die Stadt zwei Männerfußballvereine. Die Stadt beherbergt zudem auch ein Frauenfußballteam aus der WK-League, Gyeongju KHNP WFC. Des Weiteren wird jährlich in Gyeongju das Stadtsportfestival im Gyeongju-Stadion durchgeführt. Bekannt ist auch die Stadt für den Gyeongju International Marathon, welcher ebenfalls jährlich stattfinde.
Zwischen 2000 und 2009 gab es auch noch eine Frauenhockeymannschaft, die Gyeongju City HC. Auch Futsal war in der Stadt mit dem Verein Gyeongju Soonwoo FC vertreten, welcher in der FK-League spielte. Neben dem Gyeongju-Stadion, existiert in Gyeongju auch die Gyeongju-Sportarena, die zwischen 1996 und 1998 errichtet wurde.

### Fußball
- Männer

| Ebene                    | Liga                  | Verein              | Heimstadion      |
| ------------------------ | --------------------- | ------------------- | ---------------- |
| Dritthöchste Spielklasse | Korea National League | Gyeongju KHNP FC    | Gyeongju-Stadion |
| Vierthöchste             | K3 League Advance     | Gyeongju Citizen FC | Gyeongju-Stadion |

- Frauen

| Ebene               | Liga      | Verein            | Heimstadion      |
| ------------------- | --------- | ----------------- | ---------------- |
| Höchste Spielklasse | WK-League | Gyeongju KHNP WFC | Gyeongju-Stadion |

## Sehenswürdigkeiten

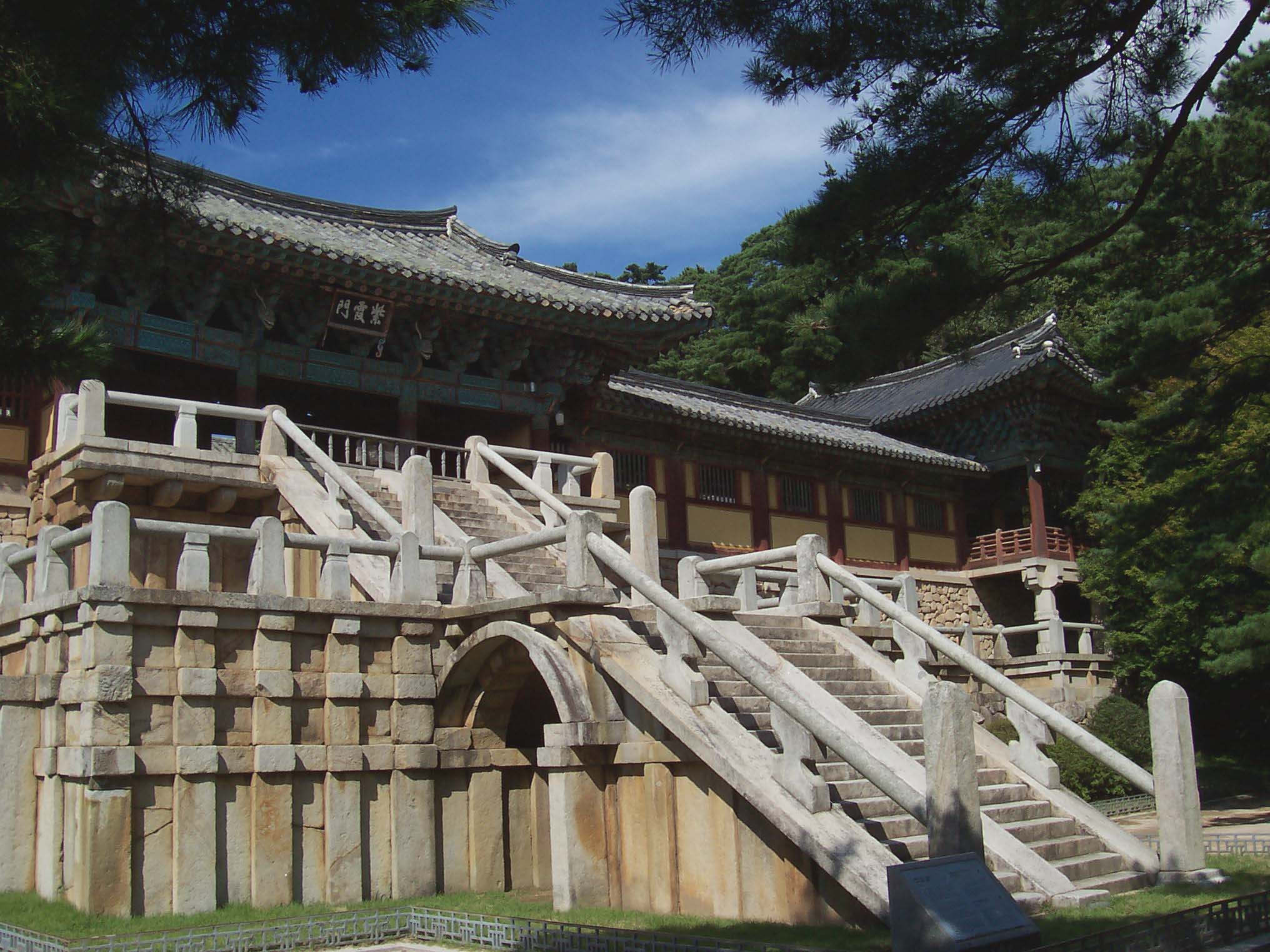
Bulguksa-Tempel

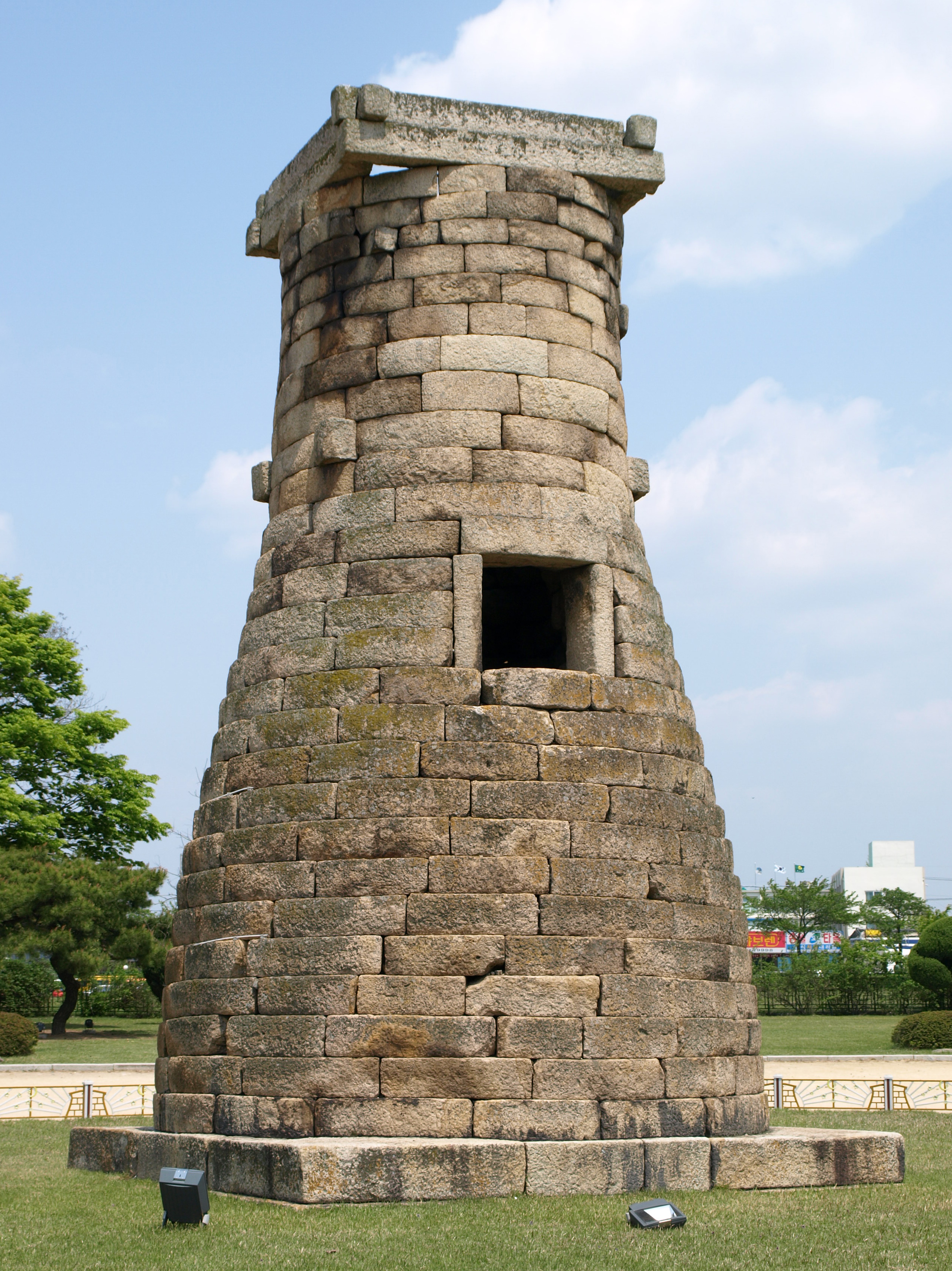
Cheomseongdae-Observatorium

Welterbestätte Grottentempel Seokguram und Tempel Bulguksa:
- Bulguksa-Tempel
- Seokguram-Grotte

Welterbestätte Historische Stätten von Gyeongju:
- Cheomseongdae-Observatorium
- Tempel Bunhwangsa und Hwangnyongsa
- Wolji (ehemals Anapji, Teichanlage)
- Seokbinggo-Kühlhaus
- Tumuli-Park mit Gräbergruppen Daereungwon, Noseori, Nodongri und Oreong

Sonstiges:
- Gyeongju-Nationalmuseum
- Markthalle
- Gyeongju-Volkskundedorf
- Schnaps-und-Reiskuchen-Festival
- Gyeongju World

## Städtepartnerschaften
Gyeongju listet folgende acht Partnerstädte auf:
| Stadt      | Land                            | seit |
| ---------- | ------------------------------- | ---- |
| Huế        | Vietnam                         | 2007 |
| Iksan      | Nord-Jeolla, Südkorea           | 1998 |
| Inglewood  | Kalifornien, Vereinigte Staaten | 1990 |
| Nara       | Japan                           | 1970 |
| Nitra      | Slowakei                        | 2014 |
| Obama      | Fukui, Japan                    | 1977 |
| Pompeji    | Kampanien, Italien              | 1985 |
| Versailles | Île-de-France, Frankreich       | 1987 |
| Xi’an      | Shaanxi, Volksrepublik China    | 1994 |

## Persönlichkeiten
- Lee Sang-hun (* 1975), Fußballspieler und -trainer